# Шелестюк, Тарас Александрович
Тарас Александрович Шелестюк (укр. Тарас Олександрович Шелестюк, род. 30 ноября 1985) — украинский боксёр-профессионал, выступающий в первой средней весовой категории. Заслуженный мастер спорта Украины по боксу. Бронзовый призёр Олимпийских игр в Лондоне 2012 года в весе 69 кг; Чемпион мира 2011 года в Баку в весе 69 кг; Бронзовый призёр Чемпионата Европы 2010 в Москве; Победитель Кубка Европы 2010 в Харькове; Трёхкратный чемпион Украины 2009—2011 гг. Родной брат боксёра-любителя Богдана Шелестюка.

## Любительская карьера
Тарас Шелестюк впервые пришел в зал бокса в 2000 году, когда ему было 14 лет. До этого времени Тарас 5 лет играл в футбол за команды «Кировец» и «Бажановец». Полгода занимался айкидо, получил 2-й юношеский разряд по шахматам и занимался гимнастикой.
Первым залом Тараса стал ДЮСШ № 2 в г. Макеевка. Начало боксерской карьеры проходило под руководством Красько А. М., Слюнченко А. А. и Наврос В. В.
После всего двух месяцев занятий Тарас выиграл первенство города в весе 37 кг.
Первое серьёзное достижение на любительском ринге — в возрасте 15 лет в 2001 году стал победителем Чемпионата Украины среди юниоров в весе 51 кг.
В 2002 году стал серебряным призёром чемпионата Украины среди юниоров в весе 54 кг (г. Днепр)
В 2003 году стал серебряным призёром Международного турнира на призы братьев Кличко по молодежи в весе 60 кг. В финале уступил первому номеру страны Максиму Третьяку.
В 2004 году стал серебряным призёром Кубка Донбасса среди молодежи в весе 60 кг (г. Донецк) и серебряным призёром Международного турнира на призы братьев Кличко среди молодежи в весе 60 кг (г. Бердичев)
В 2005 году стал победителем Международного турнира памяти Семёна Трестина в весе 64 кг (г. Одесса)

### Чемпионат мира 2009 года в Милане, Италия
- 1/32 финала. Победил Леона Чартои (Швеция) 10:3
- 1/16 финала. Победил Ондер Сипала (Турция) 14:6
- 1/8 финала. Проиграл Серику Сапиеву (Казахстан) 11:16

Шелестюк провел отличный поединок с двукратным чемпионом мира и участником Олимпийских игр в Пекине Сериком Сапиевым. Первый раунд Шелестюк выиграл со счетом 5:2. Во втором раунде вел со счетом 8:2 и 9:3, но отсутствие опыта выступлений на крупных международных соревнованиях и неправильные подсказки от тренеров из углу ринга, привели к тому, что после второго раунда Шелестюк уже проигрывал 9:11. В третьем раунде Шелестюк отправил Сапиева в нокдаун, но закончить поединок не вышло и победу праздновал опытный боец из Казахстана 11:16.

### Чемпионат Европы 2010 года в Москве, Россия
- 1/16 финала. Победил Андрея Замкового (Россия) 6:3
- 1/8 финала. Победил Ондера Шипала (Турция) 4:2
- 1/4 финала. Победил Джон Джо Джойс (Ирландия) 9:1
- 1/2 финала. Проиграл Балаж Бачкаи (Венгрия) 2:4

В полуфинале Шелестюк боксировал лучше, но судьи не считали многие попадания Тараса и вытащили в финал венгерского боксера. В финале Бачкаи победил французского боксера и выиграл этот Чемпионат Европы.

### Кубок Европы 2010 года в Харькове, Украина
- 1/2 финала. Победил Эмиль Махаррамов (Азербайджан) 11:0
- Финал. Победил Мугамедкамиль Мусаев (Россия) 6:1

### Чемпионат мира 2011 года в Баку, Азербайджан
- 1/32 финала. Победил Торбена Коллера (Дания) 23:8
- 1/16 финала. Победил Карлоса Бантеура (Куба) 17:15
- 1/8 финала. Победил Алексиса Вастина (Франция) 18:11
- 1/4 финала. Победил Андрея Замкового (Россия) +13:13
- 1/2 финала. Победил Викаса Кришана (Индия) 15:12
- Финал. Победил Серика Сапиева (Казахстан) 16:10

### Олимпийские игры 2012 года в Лондоне, Англия
- 1/16 финала. Прошёл автоматически
- 1/8 финала. Победил Василия Белоуса (Молдавия) 15:7
- 1/4 финала. Победил Алексиса Вастина (Франция) +18:18
- 1/2 финала. Проиграл Фредди Эвансу (Англия) 10:11

## Профессиональная карьера
В профессиональном боксе Тарас дебютировал 29 марта 2013 года в Нью-Йорке, победив техническим нокаутом в первом раунде дебютанта Камала Мухаммада. Во втором поединка Тарас нокаутировал дебютанта, Брендона Адамса, но в этом бою впервые был в нокдауне. Третий поединок Тарас провёл спустя две недели и уверенно провел бой, нокаутировав мексиканца Марио Анджелеса во втором раунде.
7 ноября 2015 года Шелестюк вышел на ринг с первым серьёзным соперником — россиянином Асланбеком Козаевым, который в 28 предыдущих боях потерпел всего одно поражение. Шелестюк с лёгкостью выиграл почти все раунды и победил решением судей. В этом бою Тарас завоевал свои первые титулы — регионального чемпиона по версиям WBA Inter-Continental и WBO-NABO в полусреднем весе.
20 мая 2016 года в Онтэрио (Калифорния) досрочно победил мексиканца Эрика Даниэля Мартинеса.

## Таблица боёв
В таблице перечислены результаты всех поединков боксёров.
В каждой строке указан результат поединка. Дополнительно номер поединка обозначен цветом, который обозначает итог поединка. Расшифровка обозначений и цветов представлена в нижеследующей таблице.
| Пример | Расшифровка                     |
| ------ | ------------------------------- |
|        | Победа                          |
|        | Ничья                           |
|        | Поражение                       |
|        | Планируемый поединок            |
|        | Поединок признан несостоявшимся |
| КО     | Нокаут                          |
| ТКО    | Технический нокаут              |
| PTS    | Решение судей (по очкам)        |
| UD     | Единогласное решение судей      |
| MD     | Решение большинства судей       |
| SD     | Раздельное решение судей        |
| RTD    | Отказ от продолжения боя        |
| DQ     | Дисквалификация                 |
| NC     | Поединок признан несостоявшимся |

| 21 поединок, 20 побед (12 нокаутом), 1 ничья. | 21 поединок, 20 побед (12 нокаутом), 1 ничья. | 21 поединок, 20 побед (12 нокаутом), 1 ничья. | 21 поединок, 20 побед (12 нокаутом), 1 ничья. | 21 поединок, 20 побед (12 нокаутом), 1 ничья.             | 21 поединок, 20 побед (12 нокаутом), 1 ничья. | 21 поединок, 20 побед (12 нокаутом), 1 ничья.                                                 |
| Бой                                           | Рекорд                                        | Дата                                          | Соперник                                      | Место боя                                                 | Результат                                     | Комментарии                                                                                   |
| --------------------------------------------- | --------------------------------------------- | --------------------------------------------- | --------------------------------------------- | --------------------------------------------------------- | --------------------------------------------- | --------------------------------------------------------------------------------------------- |
| 21                                            | 20-0-1                                        | 5 июля 2025                                   | Роддрикус Ливси (12-4-1)                      | Шривпорт, Луизиана, США                                   | KO 2 (10)                                     |                                                                                               |
| 20                                            | 19-0-1                                        | 11 марта 2022                                 | Габриэль Маэстре (4-0)                        | Montreal Casino, Монреаль, Провинция Квебек, Канада       | SD 10                                         | Счёт судей: 97-93, 95-95, 94-96.                                                              |
| 19                                            | 19-0                                          | 16 октября 2021                               | Эрнесто Эспана (31-2-1)                       | Oasis Hotel Complex, Канкун, Кинтана-Роо, Мексика         | TKO 10 (10), 2:45                             | Счёт судей: 99-90 и 100-89 дважды.                                                            |
| 18                                            | 18-0                                          | 31 января 2020                                | Луис Альберто Верон (18-1-2)                  | Hirsch Coliseum, Шривпорт, Луизиана, США                  | UD 10                                         | Счёт судей: 97-93 и 98-92 дважды.                                                             |
| 17                                            | 17-0                                          | 9 марта 2019                                  | Мартин Мартинес (19-16-1)                     | Doubletree Hotel, Ориндж, Калифорния, США                 | UD 8                                          | Счёт судей: 80-71 трижды.                                                                     |
| 16                                            | 16-0                                          | 1 июля 2017                                   | Хесус Альварес Родригес (15-2)                | Omega Products International, Сакраменто, Калифорния, США | KO 3 (8), 2:05                                |                                                                                               |
| 15                                            | 15-0                                          | 4 ноября 2016                                 | Хайме Эррера (15-3-1)                         | Omega Products International, Корона, Калифорния, США     | UD 10                                         | Защитил титул WBO NABO. Счёт судей: 96-93, 96-93, 95-94.                                      |
| 14                                            | 14-0                                          | 20 мая 2016                                   | Эрик Даниэль Мартинес (11-4-1)                | DoubleTree Hotel, Онтэрио, Калифорния, США                | RTD 3 (8), 3:00                               | Мартинес не вышел на 4 раунд.                                                                 |
| 13                                            | 13-0                                          | 6 ноября 2015                                 | Асланбек Козаев (26-1-1)                      | The D Hotel & Casino, Лас-Вегас, Невада, США              | UD 10                                         | Выиграл вакантные титулы WBA Inter-Continental и WBO NABO. Счёт судей: 100-90, 100-90, 99-91. |
| 12                                            | 12-0                                          | 4 апреля 2015                                 | Хуан Родригес (12-1)                          | Omega Products International, Корона, Калифорния, США     | UD 8                                          | Счёт судей: 78-74, 79-73, 79-73.                                                              |
| 11                                            | 11-0                                          | 20 февраля 2015                               | Франсиско Хавьер Реза (13-11-0)               | DoubleTree Hotel, Онтэрио, Калифорния, США                | ТKO 3 (8), 1:25                               |                                                                                               |
| 10                                            | 10-0                                          | 16 января 2015                                | Антонио Чавес Фернандес (5-20-2)              | Turning Stone Resort & Casino, Верона, штат Нью-Йорк, США | KO 1 (8), 1:41                                |                                                                                               |
| 9                                             | 9-0                                           | 26 сентября 2014                              | Патрик Бузер (6-2)                            | DoubleTree Hotel, Онтэрио, Калифорния, США                | SD 8                                          | Счёт судей: 76-75, 76-75, 75-76.                                                              |
| 8                                             | 8-0                                           | 28 марта 2014                                 | Ромон Барбер (4-7)                            | 4 Bears Casino & Lodge, Нью-Таун, Северная Дакота, США    | TKO 1 (6)                                     |                                                                                               |
| 7                                             | 7-0                                           | 21 февраля 2014                               | Франциско Флорес (2-3)                        | Edgewater Hotel & Casino, Лафлин, Невада, США             | TKO 1 (6)                                     |                                                                                               |
| 6                                             | 6-0                                           | 15 ноября 2013                                | Томас Аллен (1-2)                             | Prairie Meadows Track & Casino, Алтуна, Айова, США        | TKO 2 (6), 1:09                               | Аллен 3 раза в нокдауне.                                                                      |
| 5                                             | 5-0                                           | 26 июля 2013                                  | Адам Иломс (3-3-3)                            | Thunder Valley Casino Resort, Линкольн, Калифорния, США   | UD 4                                          | Счёт судей: 40-36, 40-36, 40-36.                                                              |
| 4                                             | 4-0                                           | 28 июня 2013                                  | Трэвис Хэншоу (7-0)                           | Veteran's Coliseum, Джэксонвилл, Флорида, США             | UD 4                                          |                                                                                               |
| 3                                             | 3-0                                           | 17 мая 2013                                   | Марио Анхелес (1-3-1)                         | DoubleTree Hotel, Онтэрио, Калифорния, США                | TKO 2 (4), 2:04                               | Анхелес 2 раза в нокдауне во 2 раунде.                                                        |
| 2                                             | 2-0                                           | 2 мая 2013                                    | Брэндон Адамс (дебют)                         | Omega Products International, Корона, Калифорния, США     | TKO 4 (4), 0:48                               | Шелестюк в нокдауне во 2 раунде.                                                              |
| 1                                             | 1-0                                           | 29 марта 2013                                 | Камал Мухаммад (дебют)                        | Turning Stone Resort & Casino, Верона, штат Нью-Йорк, США | TKO 1 (4), 1:39                               | Дебют на профессиональном ринге в первом среднем весе.                                        |
| Бой                                           | Рекорд                                        | Дата                                          | Соперник                                      | Место боя                                                 | Результат                                     | Комментарии                                                                                   |

## Награды
- Орден «За заслуги» ІІ степени — За достижение высоких спортивных результатов на ХХХ летних Олимпийских играх в Лондоне, самоотверженность и волю к победе, подъём международного авторитета Украины[7]
- Орден «За заслуги» III степени — За весомый личный вклад в развитие отечественного спорта, достижение высоких результатов, укрепления международного авторитета Украины.[8]

## Произведения

### В соавторстве
1. «12 раундов к цели» (в соавторстве с С. Бондаренко). — М.: Саммит-книга, 2013. — 264 с., 2 000 экз., ISBN 978-617-661-063-2